# Van Hule (francuski gimnastyk)
Van Hule (ur. ?, zm. ?) – nieznany z imienia francuski gimnastyk, olimpijczyk.
Van Hule wziął udział w Igrzyskach Olimpijskich w Paryżu w 1900 r. Wystartował w konkurencji gimnastycznej. Zawody odbyły się w dniach 29–30 lipca 1900 r. Van Hule uzyskał wynik – 194 punkty i zajął 111 miejsce.